# Habenaria linearis
Habenaria linearis är en orkidéart som beskrevs av George King och Robert Pantling. Habenaria linearis ingår i släktet Habenaria och familjen orkidéer.
Artens utbredningsområde är Burma. Inga underarter finns listade i Catalogue of Life.